# Faktor V
Faktor V (FV) je protein koagulačního systému, nazývaný také proakcelerin nebo labilní faktor. Na rozdíl od většiny ostatních koagulačních faktorů není enzymaticky aktivní, ale funguje jako kofaktor. Deficit vede ke krvácivým stavům, kromě některých mutací (především faktor V Leiden), které způsobují sklon k trombóze.
Normální plazmatické koncentrace jsou 0,75 - 1,2 (75 – 120 %). Hladina potřebná pro koagulaci je minimálně 0,20 (20 %).

## Genetika
Gen pro faktor V se nachází na prvním chromozómu (1q23) a je podobný koagulačnímu faktoru VIII. Gen o délce 70 kb se skládá z 25 exonů.

## Fyziologie
FV vzniká v játrech a v megakaryocytech. Tento protein má relativní molekulovou hmotnost přibližně 330 kDa. Jeho plazmatická hladina je obrazem jaterní syntézy. Megakaryocytární FV pak při vyzrávání megakaryocytů zůstává součástí vznikajících trombocytů, kde je uložen v granulích (asi 20 % FV z množství v plazmě) a uvolňuje se při jejich degranulaci. Megakaryocytární FV má mírně odlišnou antigenní strukturu.

Faktor V cirkuluje v plazmě jako jednořetězcová molekula s poločasem asi 12 – 15 hodin.

Faktor V se může vázat na aktivované trombocyty. Je aktivován trombinem. Při aktivaci se rozštěpí na dva řetězce (těžký a lehký řetězec s molekulovými hmotnostmi 110 kDa a 73 kDa), které jsou spolu nekovalentně spojeny prostřednictvím vápenatých iontů. Faktor Va funguje jako kofaktor v komplexu protrombinázy, ve kterém přítomný faktor Xa přeměňuje protrombin na trombin.
Faktor Va je degradován působením aktivovaného proteinu C, jedním ze základních fyziologických inhibitorů koagulace. Za přítomnosti trombomodulinu působí trombin zpomalení koagulace tím, jak aktivuje protein C. Koncentrace a účinek proteinu C jsou proto důležitými parametry negativní zpětné vazby, kterou trombin omezuje svou vlastní aktivaci.

## Onemocnění
Jsou známy různé dědičné poruchy faktoru V. Deficit je spojen se vzácnou mírnou formou hemofilie (označovaná parahemofilie nebo Owrenova parahemofilie), s četností výskytu 1:1 000 000. Dědí se autozomálně recesivně.
Ostatní mutace faktoru V jsou asociované s žilní trombózou. Nejčastější z nich, faktor V Leiden, je způsobena záměnou aminokyseliny argininu za glutamin na pozici 506 (R506Q). Všechny protrombotické mutace faktoru V (faktor V Leiden, faktor V Cambridge, faktor V Hong Kong) způsobují jeho rezistenci vůči štěpení aktivovaným proteinem C ("APC rezistence"). Proto faktor V zůstává aktivní a zvyšuje rychlost tvorby trombinu.

### Leidenská mutace faktoru V
Byla pojmenována podle místa objevu - město Leiden v Nizozemsku. Je způsobena záměnou báze guaninu za adenin v 1691 nukleotidu (G1691A) genu pro FV.
Tato bodová mutace způsobuje záměnu aminokyseliny argininu za glutamin na 506 pozici FV, kde se nachází jedno vazebné místo pro aktivovaný protein C. Ten se na Faktor V Leiden obtížněji váže.
Aktivovaný faktor V má silné prokoagulační účinky, které si jeho Leidenská mutace ponechává. Omezena je pouze možnost regulace rychlosti hemostázy štěpením aktivovaného faktoru V Leiden aktivovaným proteinem C (APC) v místě argininu506 – v důsledku záměny zde nedojde k rozštěpení. APC štěpí aktivovaný faktor V ještě v dalších místech – v místě argininu306 a argininu679. Za alespoň částečný efekt APC odpovídá štěpení v místě argininu306. Štěpení v místě argininu679 je pro inaktivaci faktoru V Leiden podružné.
Výsledkem je prodloužení doby trvání aktivity FVa a vzestup rizika pro vznik žilní trombózy. U heterozygotů (jen 1 alela v páru genů nese mutaci) je riziko vzniku trombózy ve srovnání s normální populací vyšší 5 – 10krát, u homozygotů (obě alely v páru nesou mutaci) až 80krát. Mutace je v Evropě rozšířena mezi 3 – 10 % obyvatel.

### Faktor V Cambridge
Jde o bodovou mutaci v nukleotidu 1091 (F5G1091C), vedoucí k nahrazení aminokyseliny argininu306 threoninem.

## Historie
Až do objevu faktoru V se na koagulaci pohlíželo jako na výsledek činnosti 4 faktorů: vápenatých iontů (IV) a trombokinázy (III), které společně působí na protrombin (II) s výslednou přeměnou fibrinogenu (I) na fibrin. Tento model navrhl Paul Morawitz v roce 1905.

Existenci možného dalšího faktoru navrhl norský lékař Paul Owren (1905-1990) během doby, kdy zkoumal krvácivé stavy u své pacientky Mary (1914-2002). Dlouhodobě trpěla na epistaxi (krvácení z nosu) a menorrhagii (nadměrné menstruační krvácení) a byl u ní zjištěn prodloužený protrombinový čas, který ukazoval buď na deficit vitamínu K nebo na chronické jaterní onemocnění vedoucí k nedostatku protrombinu. Ale nebyl to ani jeden z těchto případů a Owren to dokázal tím, že tuto abnormalitu upravil normální plazmou, ze které byl odstraněn protrombin.
Při pokusech se sérem pacientky, zjistil "chybějící" faktor, který označil V (I-IV byly použity v Morawitzově modelu). Většina pokusů byla provedena během 2.světové války a výsledky publikovány v Norsku v roce 1944. V zahraničí mohly být publikovány až v roce 1947 v časopise The Lancet.
Existenci dalšího koagulačního faktoru nejprve metodologicky odmítali lékaři Armand Quick a Walter Seegers, oba světové autority pro koagulaci. Ověřovací studie od dalších skupin je ale nakonec přiměly k souhlasu o několik let později.
Owren měl pocit, že faktor V (labilní faktor nebo proakcelerin) aktivoval jiný faktor, který pojmenoval "VI". "VI" byl faktor, který urychloval přeměnu protrombinu na trombin. Později bylo zjištěno, že faktor V byl aktivován samotným trombinem a ještě později se objasnilo, že faktor "VI" je pouze aktivovaná forma faktoru V.
Kompletní aminokyselinová sekvence proteinu byla publikována v roce 1987.

V roce 1994 byl popsán faktor V Leiden, rezistentní k inaktivaci proteinem C; tato abnormalita je nejběžnější genetickou poruchou působící trombózu.

## Interakce
Bylo dokázáno, že faktor Va interaguje s proteinem S.